# José Erazo
José Noel Erazo Henríquez (ur. 23 kwietnia 1988) – salwadorski zapaśnik walczący przeważnie w stylu wolnym. Piąty na mistrzostwach panamerykańskich w 2014. Dwukrotny brązowy medalista igrzysk Ameryki Środkowej i Karaibów w 2010. Zdobył cztery medale na igrzyskach Ameryki Środkowej, srebrny w 2010 roku.